# Rehia
Rehia es un género monotípico de plantas herbáceas perteneciente a la familia de las poáceas. Su única especie: Rehia nervata Fijten, es originaria de Brasil.

## Sinonimia
- Bulbulus nervatus Swallen[2]